# オカマ爆弾
オカマ爆弾（オカマばくだん、ゲイ爆弾、英: gay bomb）は、アメリカ空軍研究所が可能性を模索していた催淫性非殺傷型化学兵器計画の珍妙さを揶揄する通称である。

## 概要
1994年にアメリカ・オハイオ州のライト・パターソン空軍基地にある空軍研究所において、「非殺傷型化学兵器の多角的な可能性」についての文書がまとめられた。この文書は3ページにもわたるものであったが、さほど重要でないメモ程度に留まり、また誤打も多くみられた。この文書の存在は、非政府組織の「サンシャイン計画」が情報公開法に基づき行った情報開示請求により明らかにされた。
この文書では、敵部隊に強い催淫剤を投下し、敵部隊兵士に同性愛行動を惹起し部隊を混乱に陥れることの可能性が示唆され、「完全に非殺傷である」と言及している。ただし、この文書では実際にはそのような化学物質がいまだに発見されていないと暗に認めている。これら化学兵器は1994年から6年にわたり研究されたのち放棄されたが、当時空軍研究所はこの開発に750万ドルの予算を要求したという。

## その他に検討された非殺傷型化学兵器
またこの文書では、オカマ爆弾に留まらないいくつかの珍妙な計画をも検討している。主なものを以下に示す。
オナラ爆弾（「誰だよ?オレ?」爆弾）
オナラや強烈な口臭のようなニオイを放ち、敵兵がお互いに「誰だよ?」と疑心暗鬼に陥るように仕向け士気を鈍らせる。1945年以来、この爆弾の有効性についての広範囲におよぶ研究が行われたが、「世界中の人々は普段その臭いをかいでいるのでオナラのニオイ攻撃だと気がつかない」ということに気がついたという。
「私を刺して」「私を襲って」兵器
戦闘地域にあらかじめ無数の蜂の巣を隠し、敵部隊にミツバチのフェロモンを噴霧することによって敵部隊をハチの猛攻撃に曝す。ハチの他にもネズミやより大きな動物を対象とする案もあった。
国防総省にはこのような化学兵器に関して文字通り何百ものアイデアが寄せられたが、1994年の提案の中で実際に開発されたものは一つもなかった。

## イグノーベル賞受賞
2007年10月、空軍研究所はこのオカマ爆弾研究によりイグノーベル賞平和賞を受賞した。